# Elvy Söderström
Elvy Margareta Söderström, född den 11 oktober 1953 i Sidensjö församling i Ångermanland, är en svensk socialdemokratisk politiker och lärare.

## Biografi
Elvy Söderström var åren 1991–1994 riksdagsledamot för Västernorrlands läns valkrets. Hon har också varit kommunstyrelsens ordförande, tillika kommunalråd, i Örnsköldsviks kommun.
Söderström var en av sju ordinarie ledamöter i Socialdemokraternas verkställande utskott 2004–2017 (suppleant 1997–2004), och var partiets distriktsordförande i Västernorrlands län 1996–2012. Hon var även ersättare till förbundsstyrelsen för Sveriges Kommuner och Landsting.

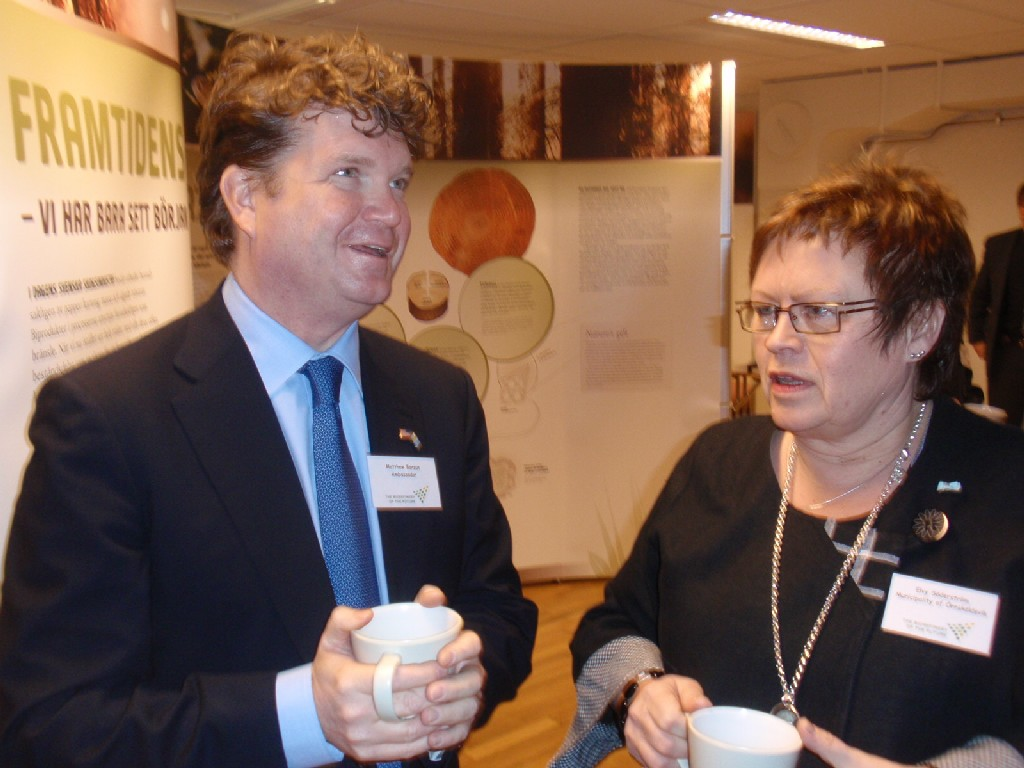
Elvy Söderström på ett foto från 2010.

2019–2021 var hon sammankallande i Socialdemokraternas valberedning.

### Söderström som kommunstyrelsens ordförande
Elvy Söderström tillträdde som kommunstyrelsens ordförande 1995. Hon var en starkt pådrivande kraft för att förverkliga Botniabanan genom att lobba för den och för hennes goda kontakter med Göran Persson.
Efter valet 2014 avgick Elvy Söderström som kommunstyrelsens ordförande i Örnsköldsvik och efterträddes av partikollegan Glenn Nordlund.

#### Uppdrag Granskning 2014
Den 27 augusti 2014 sändes SVT:s avsnitt av Uppdrag Granskning, där man granskade Örnsköldsviks kommuns omdiskuterade investeringar i etanoltillverkaren Sekab. I egenskap av ordförande för kommunstyrelsen fick intervjun med Elvy Söderström en mycket framträdande roll i programmet.